# Râul Urviș
Râul Urviș este un curs de apă, afluent al râului Beliu. 

## Hărți
- Harta interactivă județul Arad
- Harta munții Apuseni